# Aphilopota inspersaria
Aphilopota inspersaria là một loài bướm đêm trong họ Geometridae.